# María Manrique de Lara
María Manrique de Lara Figueroa (siglo XV - Granada, 10 de junio de 1527), I duquesa de Terranova, fue una noble humanista española cuya cultura artística la convirtió en un personaje destacado en la promoción del arte renacentista andaluz e italiano durante las primeras décadas del siglo XVI.

## Biografía
Fue hija de Beatriz de Figueroa y de Fadrique de Manrique de Castilla. Su educación, aunque no está documentada, se presume de alto nivel debido a su formación intelectual y cultural, probablemente influenciada por su madre.
El 14 de febrero de 1489, se casó con Gonzalo Fernández de Córdoba, conocido como El Gran Capitán, I duque de Sessa, convirtiéndose en duquesa consorte de Sessa y I duquesa consorte de Terranova. Se establecieron en Íllora, donde ella creó un centro cultural renacentista. El matrimonio tuvo tres hijas: María, que murió a los pocos años; Beatriz, quien murió sin haberse casado, y Elvira Fernández de Córdoba, que pasó a ser la II duquesa de Sessa, tras la muerte de su madre.
Durante las campañas militares de su esposo, María administró el patrimonio familiar y demostró ser una hábil gestora y diplomática. Su participación en la Guerra de Granada y en las contiendas italianas entre 1495 y 1504 subraya su capacidad y autonomía para dirigir sus propiedades. Se convirtió en la I Duquesa de Terranova tras la muerte de su marido en 1515.
A partir de ese momento, se dedicó a perpetuar su memoria y a consolidar su legado artístico. Fue la principal promotora de la construcción de la iglesia del Real Monasterio de San Jerónimo en Granada, donde se aseguró de que la capilla mayor fuera un monumento renacentista de gran valor. En 1524, regresó a Italia para cuidar de sus nietos y gestionar asuntos familiares. Durante esta estancia, consiguió una bula del papa Clemente VII para la capilla mayor de San Jerónimo y formalizó acuerdos para la construcción de un panteón renacentista en Granada.
Falleció el 10 de junio de 1527 en Granada, dejando un legado cultural y artístico significativo. Sus esfuerzos por promover el Renacimiento italiano en Andalucía la consagran como una de las figuras más influyentes de su tiempo. Fue honrada en las cortes de España, Francia e Italia, le permitió valerse de las letras, la cultura, el arte y las redes sociales en beneficio de su linaje.